# Tipulamima sylvestralis
Tipulamima sylvestralis là một loài bướm đêm thuộc họ Sesiidae. Nó được biết đến ở miền đông Madagascar.